# María Ysabel Cedano
María Ysabel Cedano García (Lima, 15 de julio de 1966) es una abogada y defensora de los derechos humanos peruana.

## Biografía
María Ysabel Cedano García nació en Lima el 15 de julio de 1966. Realizó estudios en Derecho y Género en la Pontificia Universidad Católica del Perú (PUCP).
Ocupó la dirección de la organización DEMUS – Estudio para la Defensa de los Derechos de la Mujer entre 2004 y 2009. Posteriormente fue directora general de la Mujer en el Ministerio de la Mujer y Desarrollo Social entre agosto y diciembre del 2011. En 2014 volvió a ocupar el cargo de directora de DEMUS. También es coordinadora de CLADEM en Perú.
Como asociada a DEMUS ha realizado proyectos a favor de los derechos de las mujeres, como programas contra la violencia de género y el acceso a la justicia y a los derechos sexuales y reproductivos. Cedano es una de las responsables del litigio estratégico contra el Estado Peruano ante la Corte IDH por las esterilizaciones forzadas que se practicaron durante el gobierno de Alberto Fujimori. En calidad de abogada, representa a los hijos de dos de las víctimas.
Además, es abiertamente lesbiana y activista de los derechos de las personas LGBTI+.
En las elecciones generales de 2016 fue candidata al Congreso de la República por la circunscripción de Lima por la coalición política Frente Amplio.